# Modern Art (album d'Art Pepper)
Pour les articles homonymes, voir Modern Art.
Albums de Art Pepper
Art Pepper With Warne Marsh
(1956) Complete TV Studio Recordings
(1964)
Modern Art est un album d'Art Pepper.

## L'album
Ce CD est le 2e des 3 CD reprenant l'intégralité des faces qu'Art Pepper a enregistré pour la firme Aladdin Records. Il reprend l'intégralité de l'album Modern Art paru au début de 1957 plus quelques titres d'autres sessions. Les musiciens de l'album sont les membres les plus réguliers du Quartet d'Art Pepper durant ces années là. Comme à son habitude, Art enregistre beaucoup de ses compositions dont certaines pour la première fois ici (Blues In, Blues Out, Cool Bunny...).

## Titres
- 01. Blues In 6:03
- 02. Bewitched, Bothered and Bewildered 4:28
- 03. Stompin' at the Savoy 5:06
- 04. What Is This Thing Called Love 6:07
- 05. Blues Out 4:49
- 06. When You're Smiling 4:54
- 07. Cool Bunny 4:15
- 08. Diane's Dilemma 3:51
- 09. Diane's Dilemma (Alternate Take) 4:57
- 10. Summertime 7:26
- 11. Fascinating Rhythm (Alternate Take) 4:02
- 12. Begin The Beguine (Alternate Take) 6:17
- 13. Webb City (Alternate Take) 4:35

## Personnel
- Art Pepper (as), Russ Freeman (p) (1-10), Carl Perkins (p) (11-13), Ben Tucker (b), Chuck Flores (d).

## Dates et lieux
- 6-10 : Radio Recorders, Los Angeles,  Californie, 28 décembre 1956
- 1-5 : Master Recorder, Los Angeles,  Californie, 14 janvier 1957
- 11-12 : Audio Arts, Los Angeles,  Californie, 1er avril 1957

## CD références
- 2000 Blue Note - 7243 5 25757 2

## Référence
- Liner notes de l'album, Pete Welding, 2000.